# Blackball (film)
Pour le jeu de billard, voir Blackball.
Pour plus de détails, voir Fiche technique et Distribution.
Blackball est un film britannique réalisé par Mel Smith, sorti en 2003.
Inspiré du film australien « Crackerjack », le film est à propos du personnage fictif de Cliff Starkey (Paul Kaye), un joueur de boules rebelle. Il est sorti le 21 novembre 2003 au Royaume-Uni et le 11 février 2005, soit deux ans plus tard, aux États-Unis.

## Fiche technique
- Réalisation : Mel Smith

## Autour du film
Blackball fut filmé sur l'île de Man et dans la ville de Torquay, en Angleterre entre octobre 2002 et novembre 2002.